# هنري جيمس
هنري جيمس (15 أبريل 1843 - 28 فبراير 1916) بالإنجليزية (Henry James) مؤلف بريطاني من أصل أمريكي.
هو مؤسس وقائد مدرسة الواقعية في الأدب الخيالي، أعماله البديعة قادت العديد من الأكاديميين إلى اعتباره أعظم أساتذة النمط القصصي. قضى معظم حياته في إنجلترا وأصبحت أعماله حديثاً للرأي العام قبل وفاته بقليل. اشتهر هنري تحديداً بسلسلة من الروايات يصور فيها التلاقي بين أمريكا وأوروبا، كما ركزت رواياته على العلاقات الشخصية، الأختبار المناسب للقوة في مثل هذه العلاقات. وإثارة التساؤلات الأخلاقية، وسيلته في الكتابة من وجهة نظر الشخصية منحت له الفرصة لاستكشاف ظاهرة الوعي والمفهوم. مما جعل إسلوبه في الكتابة يقارن بمدرسة الانطباعية في الرسم.
أصر هنري جيمس على أن الكتاب في بريطانيا العظمى وأمريكا يجب أن يحظوا بأعلى درجة من الحرية للتعبير عن أرائهم للعالم، كما كان عليه الحال بالنسبة لنظائرهم الفرنسيين. استخدامه البديع لنقل مشاعره في كتاباته، والصراع النفسي الداخلي للشخصيات (مونولوج)، بالإضافة إلى عناصر أخرى كالراوي ذو المصداقية (وهو راوي داخل الرواية يثق القارئ في سرده)، كل هذه أشياء أضافت إلى رواياته عمق وتشويق، وخصوصاً دراما الخيال العلمي. وألقت بظلالها على الأعمال الأدبية الحديثة في القرن العشرين. كاتب غير اعتيادي بلا شك، فبالإضافة لأماله الأدبية المنوعة، كانت تنشر له مقالات وكتب عن السفر، السير الذاتية، سيرته الشخصية، كتابات نقدية، كما أنه كتب مسرحيات، تم أداء بعض منها إبان حياته ونالت نجاح مبهر. ويعتقد أن أعماله المسرحية تلك قد أثرت لى كتاباته القصصية والروائية بشكل ملحوظ.

## حياته

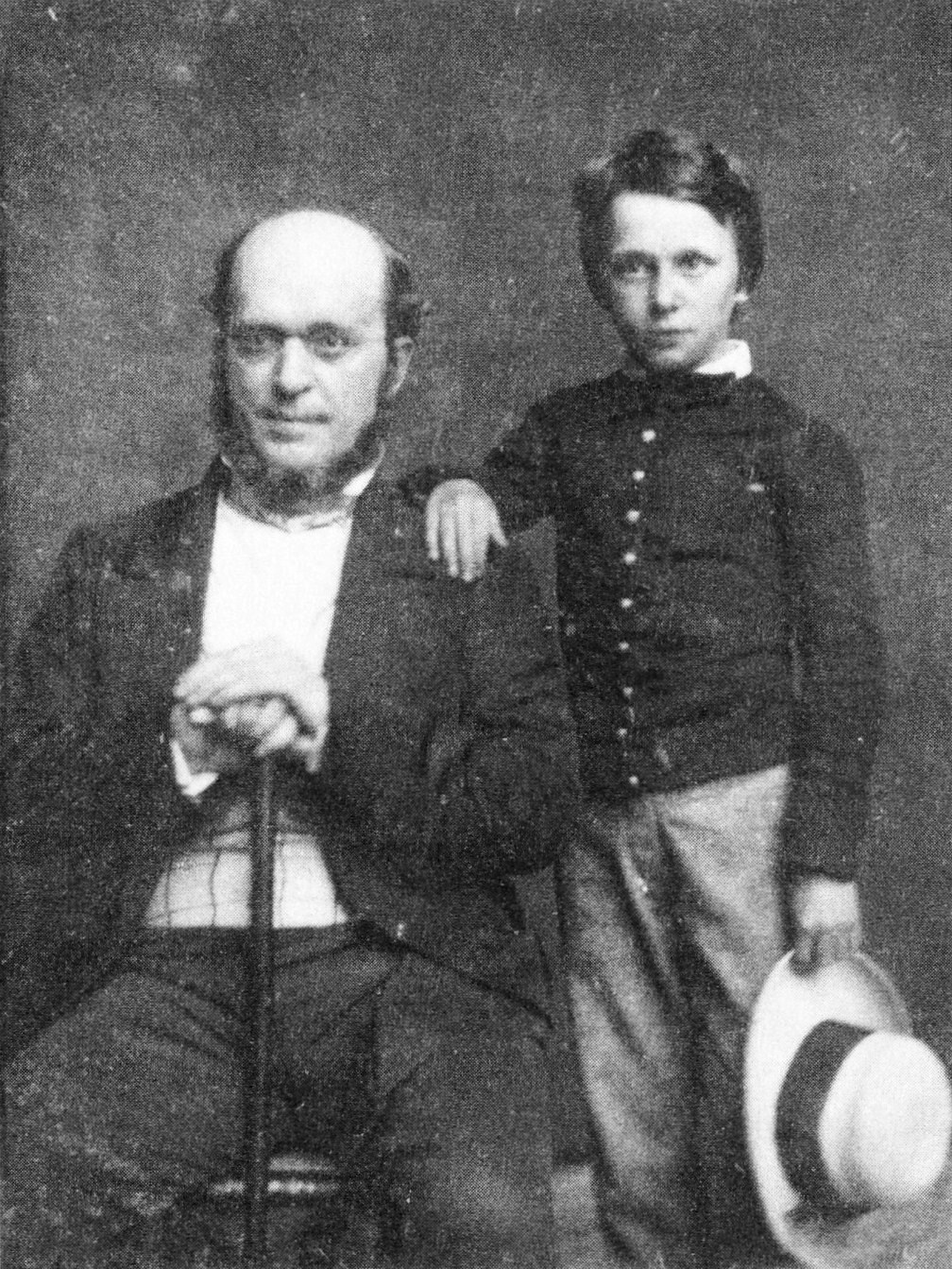
هنري جيمس في الثامنة من عمره إلى جانب والده، هنري جيمس، السير عام 1854.تصوير داجريوتيب ماثيو برادلي

ولد هنري جيمس في الخامس عشر من أبريل لعام 1843 في مدينة نيويورك لعائلة غنية. فوالده هنري جيمس سير، كان أحد صفوة العلم في القرن التاسع عشر بأمريكا فقد كان دارسا لعلوم الإلاهيات، وكان من أتباع الكنيسة السفيدنبورية (نسبة إلى إمانول سفيدنبوري وهي كنيسة تؤمن ببعثة المسيح مرة أخرى). في ريعان شبابه سافر هنري بين أمريكا وأوروبا ذهاباً وإياباً، وقد درس على يد مدرسين خصوصيين في جنيف، لندن، باريس، بولونيا وبون، كما حضر في التاسعة عشر من عمره بعض الدروس في جامعة هارفارد للقانون، إلا أنه فضل القرائات الأدبية على دراسة القانون. نشر جيمس أول قصة قصيرة له بعنوان «تراجيجيا الأخطاء» بعد عامين لاحقاً. ومن ثم، كرس نفسه للأدب، في الأعوام من 1866-69 و1871-72 كان أحد المساهمين في مجلة الأمة The Nation وأطلانطا الشهرية Atlantic Monthly.
في سن صغيرة قرأ جيمس كلاسيكيات الأدب الإنجليزي، الأمريكي، الفرنسي والألماني وأيضاً ترجمة الأدب الروسي. روايته الأولى Watch And War 1871، كتبها أثناء سفره خلال فنيسيا وباريس، بعد أن عاش في باريس حيث كان من المساهمين في نيويورك تريبيون، انتقل جيمس إلى إنجلترا حيث عاش في لندن أول الأمر ومن ثم انتقل إلى ري، سوسيكس، خلال أيامه الأولى في أوروبا كتب جيمس روايات تجسد حياة الأمريكيين الذين يعيشون بالخارج، في عام 1905 زار جيمس أمريكا للمرة الأولى منذ خمس وعشرون عاماً، وكتب "Jolly Corner".

## رواياته
- أجنحة الحمامة
- كوز الذهب.
- صورة سيدة (مترجمة).
- دورة اللولب

## انظر ايضا
جولي ريفكين

## روابط خارجية
- هنري جيمس على موقع IMDb (الإنجليزية)
- هنري جيمس على موقع الموسوعة البريطانية (الإنجليزية)
- هنري جيمس على موقع ألو سيني (الفرنسية)
- هنري جيمس على موقع ميوزك برينز (الإنجليزية)
- هنري جيمس على موقع أول موفي (الإنجليزية)
- هنري جيمس على موقع قاعدة بيانات برودواي على الإنترنت (الإنجليزية)
- هنري جيمس على موقع قاعدة بيانات الأفلام السويدية (السويدية)
- هنري جيمس على موقع إن إن دي بي (الإنجليزية)
- هنري جيمس على موقع أول ميوزيك (الإنجليزية)
- هنري جيمس على موقع ديسكوغز (الإنجليزية)